# John Britton (Basketballspieler)
John Britton ist ein ehemaliger US-amerikanischer Basketballspieler.

## Laufbahn
Britton spielte Basketball an der Charleston High School im US-Bundesstaat West Virginia sowie zwischen 1975 und 1979 an der University of Akron in Ohio. In den Spielzeiten 1976/77, 1977/78 sowie 1978/79 war der 1,96 Meter große Flügelspieler jeweils bester Korbschütze der Hochschulmannschaft. Mit insgesamt 1657 erzielten Punkten stand Britton in der ewigen Akron-Korbjägerliste auf dem zweiten Rang, als er die Universität 1979 verließ.
Britton wurde Berufsbasketballspieler und wechselte nach Deutschland. In seinem ersten Profijahr 1979/80 erzielte er für Eintracht Frankfurt in der Haupt- und Endrunde insgesamt 721 Punkte und stand damit in der Korbjägerliste der Basketball-Bundesliga an erster Stelle. In der Saison 1980/81 spielte Britton beim SB DJK Rosenheim in der 2. Basketball-Bundesliga.